# Río Korsún
El río Korsún (del ruso: Корсун) es un río del krai de Krasnodar, en el sur de Rusia, uno de los constituyentes, el izquierdo, del río Yeya. 

## Curso
Nace 2.5 km al sur de Zarechni. Discurre en sus 11 km de curso por las tierras bajas de Kubán-Azov, atravesando Lesnichestvo y Novopokróvskaya. Desemboca dos kilómetros al norte de la última localidad, confluyendo con el Upodnaya para formar el Yeya.